# Pallamano ai Giochi della XXXII Olimpiade - Torneo femminile
Il torneo femminile di pallamano ai Giochi della XXXII Olimpiade si è svolto dal 25 luglio all'8 agosto 2021 presso lo Yoyogi National Gymnasium di Tokyo. Il torneo, così come tutti gli altri tornei dei Giochi della XXXII Olimpiade, si sarebbe dovuto tenere nelle stesse date nel 2020, ma, a causa della pandemia di COVID-19 che ha colpito il Giappone e il mondo intero nel 2020, i Giochi olimpici sono stati posticipati di un anno.

## Formato
Le dodici squadre partecipanti sono state divise in due gironi da sei e ciascuna squadra affronta tutte le altre, per un totale di cinque giornate. Le prime quattro classificate accedono ai quarti di finale.

## Squadre partecipanti
Dopo un'iniziale squalifica di quattro anni alla partecipazione della Russia a eventi sportivi internazionali, inflitta dalla WADA in conseguenza di recidiva sui controlli anti-doping, il 19 febbraio 2021 venne annunciato che la Russia avrebbe potuto competere ai Giochi della XXXII Olimpiade sotto determinate restrizioni. Infatti, la Russia avrebbe partecipato ai Giochi col nome del Comitato Olimpico Russo, con l'acronimo ROC (derivante dalla versione in inglese) e usando il logo del comitato olimpico al posto della bandiera.
|                                     | Data                           | Sede       | Posti | Qualificate         |
| ----------------------------------- | ------------------------------ | ---------- | ----- | ------------------- |
| Paese organizzatore                 |                                |            | 1     | Giappone            |
| Campionato europeo 2018             | 29 novembre - 16 dicembre 2018 | Francia    | 1     | Francia             |
| Giochi Panamericani 2019            | 24-30 luglio 2019              | Perù       | 1     | Brasile             |
| Torneo asiatico di qualificazione   | 23-29 settembre 2019           | Cina       | 1     | Corea del Sud       |
| Torneo africano di qualificazione   | 26-29 settembre 2019           | Senegal    | 1     | Angola              |
| Campionato mondiale 2019            | 29 novembre - 15 dicembre 2019 | Giappone   | 1     | Paesi Bassi         |
| Torneo olimpico di qualificazione 1 | 19-21 marzo 2021               | Spagna     | 2     | Spagna Svezia       |
| Torneo olimpico di qualificazione 2 | 19-21 marzo 2021               | Ungheria   | 2     | ROC Ungheria        |
| Torneo olimpico di qualificazione 3 | 19-21 marzo 2021               | Montenegro | 2     | Montenegro Norvegia |
| Totale                              |                                |            | 12    |                     |

## Sorteggio dei gironi
La composizione delle urne per il sorteggio dei gironi venne resa nota il 21 marzo 2021. Il sorteggio dei gironi si tenne il 1º aprile 2021 a Basilea, in Svizzera, presso la sede centrale dell'IHF.
| Urna 1      | Urna 2     | Urna 3   | Urna 4   | Urna 5        | Urna 6  |
| ----------- | ---------- | -------- | -------- | ------------- | ------- |
| Paesi Bassi | ROC        | Norvegia | Svezia   | Francia       | Angola  |
| Spagna      | Montenegro | Ungheria | Giappone | Corea del Sud | Brasile |

## Fase a gironi

### Girone A

#### Classifica
| Pos. | Squadra       | Pt | G | V | N | P | GF  | GS  | DR  |
| ---- | ------------- | -- | - | - | - | - | --- | --- | --- |
| 1.   | Norvegia      | 10 | 5 | 5 | 0 | 0 | 170 | 123 | +47 |
| 2.   | Paesi Bassi   | 8  | 5 | 4 | 0 | 1 | 169 | 143 | +26 |
| 3.   | Montenegro    | 4  | 5 | 2 | 0 | 3 | 139 | 142 | -3  |
| 4.   | Corea del Sud | 3  | 5 | 1 | 1 | 3 | 147 | 165 | -18 |
| 5.   | Angola        | 3  | 5 | 1 | 1 | 3 | 130 | 156 | -26 |
| 6.   | Giappone      | 2  | 5 | 1 | 0 | 4 | 124 | 150 | -26 |

#### Risultati
| Arbitro: | García, Paolantoni |

|           |           |         |
| Abbingh 7 | Marcatori | Fujii 5 |

| Arbitro: | Alpaidze, Berezkina |

|              |           |           |
| Radičević 12 | Marcatori | Fonseca 6 |

| Arbitro: | C. Bonaventura, J. Bonaventura |

|                  |           |       |
| Brattset Dale 11 | Marcatori | Sim 5 |

| Arbitro: | Alpaidze, Berezkina |

|                 |           |           |
| Hara, Ikehara 6 | Marcatori | Brnović 6 |

| Arbitro: | Lah, Sok |

|        |           |           |
| Ryu 10 | Marcatori | Abbingh 6 |

| Arbitro: | García, Paolantoni |

|                   |           |                   |
| Guialo, Kassoma 6 | Marcatori | Solberg-Isaksen 7 |

| Arbitro: | H. El-Saied, Y. El-Saied |

|                |           |          |
| van Wetering 7 | Marcatori | Guialo 8 |

| Arbitro: | Kurtagic, Wetterwik |

|         |           |       |
| Kondo 7 | Marcatori | Ryu 9 |

| Arbitro: | C. Bonaventura, J. Bonaventura |

|             |           |                 |
| Radičević 6 | Marcatori | Mørk, Reistad 7 |

| Arbitro: | García, Paolantoni |

|                             |           |        |
| Bernardo, Kassoma, Guialo 5 | Marcatori | Hara 6 |

| Arbitro: | H. El-Saied, Y. El-Saied |

|             |           |        |
| Radičević 6 | Marcatori | Lee 10 |

| Arbitro: | Alpaidze, Berezkina |

|        |           |         |
| Mørk 9 | Marcatori | Smits 7 |

| Arbitro: | C. Bonaventura, J. Bonaventura |

|                 |           |          |
| Jung, Kang E. 7 | Marcatori | Guialo 8 |

| Arbitro: | Fonseca, Santos |

|                   |           |             |
| van der Heijden 5 | Marcatori | Radičević 8 |

| Arbitro: | H. El-Saied, Y. El-Saied |

|            |           |                     |
| Frafjord 6 | Marcatori | Ohyama, Yokoshima 5 |

### Girone B

#### Classifica
| Pos. | Squadra  | Pt | G | V | N | P | GF  | GS  | DR  |
| ---- | -------- | -- | - | - | - | - | --- | --- | --- |
| 1.   | Svezia   | 7  | 5 | 3 | 1 | 1 | 152 | 133 | +19 |
| 2.   | ROC      | 7  | 5 | 3 | 1 | 1 | 148 | 149 | -1  |
| 3.   | Francia  | 5  | 5 | 2 | 1 | 2 | 139 | 135 | +4  |
| 4.   | Ungheria | 4  | 5 | 2 | 0 | 3 | 142 | 149 | -7  |
| 5.   | Spagna   | 4  | 5 | 2 | 0 | 3 | 135 | 142 | -7  |
| 6.   | Brasile  | 3  | 5 | 1 | 1 | 3 | 133 | 141 | -8  |

#### Risultati
| Arbitro: | Fonseca, Santos |

|          |           |            |
| Il'ina 6 | Marcatori | de Paula 7 |

| Arbitro: | Koo, Lee |

|        |           |           |
| Pena 7 | Marcatori | Hansson 6 |

| Arbitro: | Hansen, Madsen |

|         |           |          |
| Vámos 6 | Marcatori | Zaadi 10 |

| Arbitro: | Koo, Lee |

|                |           |           |
| Belo, Vieira 7 | Marcatori | Schatzl 7 |

| Arbitro: | H. El-Saied, Y. El-Saied |

|             |           |             |
| Strömberg 8 | Marcatori | Vedëchina 5 |

| Arbitro: | Brunner, Salah |

|                    |           |          |
| Coatanea, Pineau 5 | Marcatori | Martín 6 |

| Arbitro: | Hansen, Madsen |

|        |           |            |
| Pena 7 | Marcatori | de Paula 8 |

| Arbitro: | Brunner, Salah |

|           |           |             |
| Klujber 9 | Marcatori | Dmitrieva 7 |

| Arbitro: | Fonseca, Santos |

|             |           |         |
| Strömberg 7 | Marcatori | Foppa 6 |

| Arbitro: | Hansen, Madsen |

|          |           |          |
| Il'ina 9 | Marcatori | Pineau 9 |

| Arbitro: | Koo, Lee |

|                 |           |                    |
| do Nascimento 7 | Marcatori | Hansson, Roberts 6 |

| Arbitro: | Fonseca, Santos |

|                  |           |                             |
| Klujber, Vámos 6 | Marcatori | Gutiérrez Bermejo, Martín 5 |

| Arbitro: | Lah, Sok |

|                     |           |                 |
| Lassource, Pineau 4 | Marcatori | do Nascimento 6 |

| Arbitro: | Hansen, Madsen |

|         |           |              |
| López 7 | Marcatori | Vjachireva 7 |

| Arbitro: | García, Paolantoni |

|                |           |                   |
| 5 giocatrici 4 | Marcatori | Carlson, Hagman 5 |

## Fase finale

### Tabellone
|  | Quarti            | Quarti  |          |        | Semifinale | Semifinale |  |  | Finale | Finale |
|  |                   |         |          |        |            |            |  |  |        |        |
|  |                   |         |          |        |            |            |  |  |        |        |
|  |                   |         |          |        |            |            |  |  |        |        |
|  | 1A. Norvegia      | 26      |          |        |            |            |  |  |        |        |
|  | 1A. Norvegia      | 26      |          |        |            |            |  |  |        |        |
|  | 4B. Ungheria      | 22      |          |        |            |            |  |  |        |        |
|  | 4B. Ungheria      | 22      | Norvegia | 26     |            |            |  |  |        |        |
|  |                   |         | Norvegia | 26     |            |            |  |  |        |        |
|  |                   | ROC     | 27       |        |            |            |  |  |        |        |
|  | 3A. Montenegro    | ROC     | 27       | 26     |            |            |  |  |        |        |
|  | 3A. Montenegro    |         |          | 26     |            |            |  |  |        |        |
|  | 2B. ROC           | 32      |          |        |            |            |  |  |        |        |
|  | 2B. ROC           | 32      | ROC      | 25     |            |            |  |  |        |        |
|  |                   |         | ROC      | 25     |            |            |  |  |        |        |
|  |                   | Francia | 30       |        |            |            |  |  |        |        |
|  | 3B. Francia       | Francia | 30       | 32     |            |            |  |  |        |        |
|  | 3B. Francia       |         |          | 32     |            |            |  |  |        |        |
|  | 2A. Paesi Bassi   | 22      |          |        |            |            |  |  |        |        |
|  | 2A. Paesi Bassi   | 22      | Francia  | 29     | 3º posto   | 3º posto   |  |  |        |        |
|  |                   |         | Francia  | 29     | 3º posto   | 3º posto   |  |  |        |        |
|  |                   | Svezia  | 27       |        |            |            |  |  |        |        |
|  | 1B. Svezia        | Svezia  | 27       | 39     | Norvegia   | 36         |  |  |        |        |
|  | 1B. Svezia        |         |          | 39     | Norvegia   | 36         |  |  |        |        |
|  | 4A. Corea del Sud | 30      |          | Svezia | 19         |            |  |  |        |        |
|  | 4A. Corea del Sud | 30      |          |        | 19         |            |  |  |        |        |
|  |                   |         |          |        |            |            |  |  |        |        |
|  |                   |         |          |        |            |            |  |  |        |        |

### Quarti di finale
| Arbitro: | Kurtagic, Wetterwik |

|              |           |              |
| Radičević 10 | Marcatori | Vjachireva 8 |

| Arbitro: | C. Bonaventura, J. Bonaventura |

|                 |           |          |
| Brattset Dale 7 | Marcatori | Zácsik 5 |

| Arbitro: | Alpaidze, Berezkina |

|                             |           |        |
| Blohm, Roberts, Strömberg 6 | Marcatori | Kang 8 |

| Arbitro: | Hansen, Madsen |

|           |           |             |
| Flippes 6 | Marcatori | Malestein 5 |

### Semifinali
| Arbitro: | Lah, Sok |

|         |           |                     |
| Zaadi 7 | Marcatori | Carlson, Westberg 6 |

| Arbitro: | C. Bonaventura, J. Bonaventura |

|         |           |              |
| Mørk 10 | Marcatori | Vjachireva 9 |

### Finale 3º posto
| Arbitro: | Alpaidze, Berezkina |

|                       |           |                     |
| Brattset Dale, Mørk 8 | Marcatori | Carlson, Westberg 4 |

### Finale
| Arbitro: | Lah, Sok |

|             |           |                 |
| Vedëchina 7 | Marcatori | Foppa, Pineau 7 |

## Classifica finale
| Pos | Squadre       |
| --- | ------------- |
|     | Francia       |
|     | ROC           |
|     | Norvegia      |
| 4   | Svezia        |
| 5   | Paesi Bassi   |
| 6   | Montenegro    |
| 7   | Ungheria      |
| 8   | Corea del Sud |
| 9   | Spagna        |
| 10  | Angola        |
| 11  | Brasile       |
| 12  | Giappone      |

## Statistiche

### Classifica marcatrici
Fonte: Statistiche ufficiali dei Giochi della XXXI Olimpiade.
| Pos. | Nome               | Nazionale  | Reti | Tiri |
| ---- | ------------------ | ---------- | ---- | ---- |
| 1    | Nora Mørk          | Norvegia   | 52   | 72   |
| 2    | Jovanka Radičević  | Montenegro | 46   | 57   |
| 3    | Anna Vjachireva    | ROC        | 43   | 71   |
| 4    | Jamina Roberts     | Svezia     | 39   | 59   |
| 5    | Ekaterina Il'ina   | ROC        | 35   | 49   |
| 6    | Pauletta Foppa     | Francia    | 34   | 42   |
| 6    | Carin Strömberg    | Svezia     | 34   | 62   |
| 8    | Kari Brattset Dale | Norvegia   | 33   | 43   |
| 8    | Dar'ja Dmitrieva   | ROC        | 33   | 55   |
| 8    | Grâce Zaadi        | Francia    | 33   | 56   |

## Premi individuali
Migliori giocatrici del torneo.
| Ruolo               | Giocatrice       |
| ------------------- | ---------------- |
| Migliore giocatrice | Anna Vjachireva  |
| Portiere            | Katrine Lunde    |
| Ala sinistra        | Polina Kuznecova |
| Terzino sinistro    | Jamina Roberts   |
| Centrale            | Grâce Zaadi      |
| Terzino destro      | Anna Vjachireva  |
| Ala destra          | Laura Flippes    |
| Pivot               | Pauletta Foppa   |